# 마시밀라노 갈로

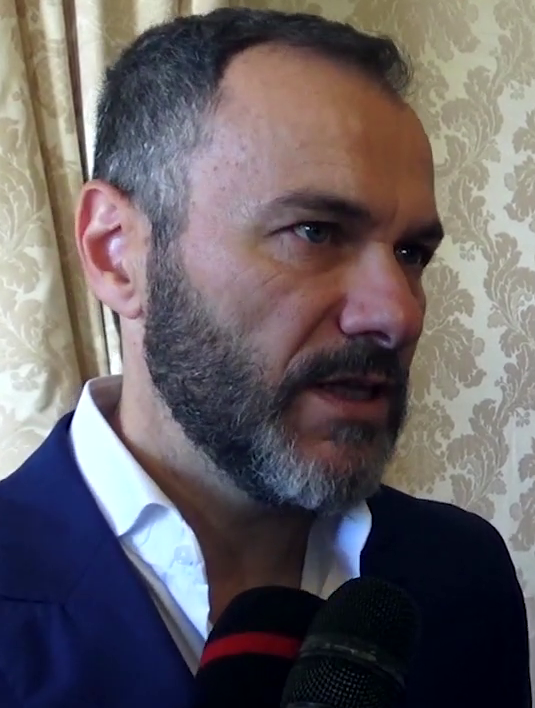

마시밀라노 갈로(Massimiliano Gallo, 1968년 6월 19일 ~ )는 이탈리아의 배우이다.
나폴리에서 태어났다.

## 영화
- 리오네 사니타의 대부 (2019년)
- 영원히 젊고 아름다워라 (2018년)
- 신데렐라 더 캣 (2017년)
- 웨이브 어폰 웨이브 (2016년)
- 나와 그녀 (2015년)
- 포 유어 러브 (2015년)
- 눈 속으로 (2013년) - 가에타노 역
- 포르타파시 (2009년)